# Snop, Dobrici
Snop (în bulgară Сноп, în română Esetli) este un sat în comuna Gheneral-Toșevo, regiunea Dobrici, Dobrogea de Sud, Bulgaria. 
Între anii 1913-1940 a făcut parte din plasa Casim a județului Caliacra, România.

## Demografie
Componența etnică a satului Snop
     Bulgari (97,39%)
     Nicio identificare (0%)
     Altele (2,6%)
La recensământul din 2011, populația satului Snop era de 115 locuitori. Din punct de vedere etnic, majoritatea locuitorilor (97,39%) erau bulgari. Pentru 0% din locuitori nu este cunoscută apartenența etnică.